# 숏 스타킹

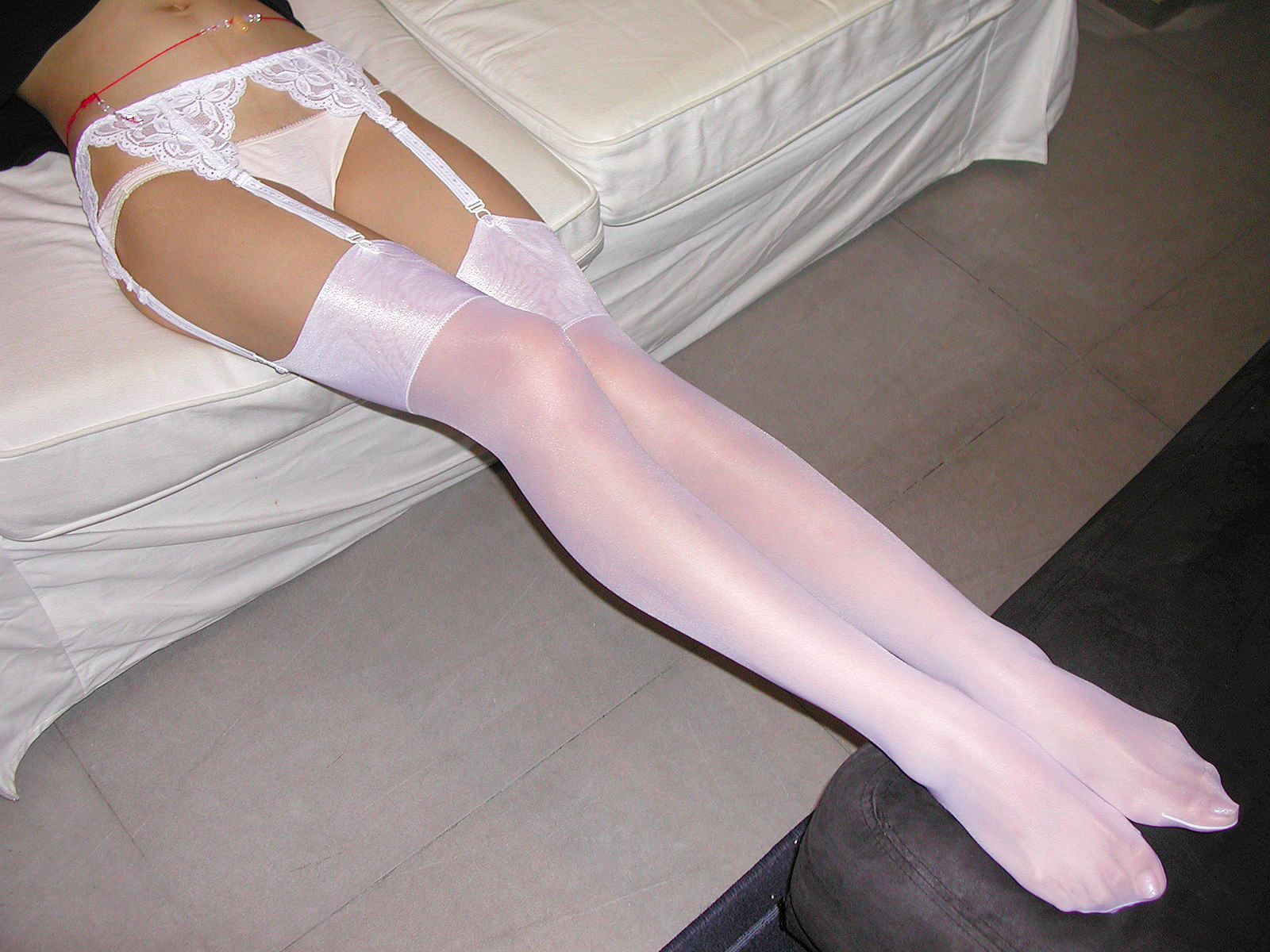
흰색 밴드 스타킹과 가터를 착용한 여자의 다리

숏 스타킹(Short Stocking), 밴드 스타킹(Band Stocking)은 허벅지 윗부분까지 올라오는 일반적인 형태의 스타킹이다. 쉽게 흘러내리기 때문에 가터와 함께 착용한다.

## 같이 보기
- 가터